# Winnetka (Illinois)
Winnetka ist eine Gemeinde in Illinois, etwa 30 Kilometer nördlich von Chicago und befindet sich im Cook County. Die Gemeinde ist Bestandteil der Metropolregion Chicago und wurde 1869 offiziell gegründet, nachdem bereits ab 1836 erste Häuser errichtet wurden.

## Allgemeines
Das U.S. Census Bureau hat bei der Volkszählung 2020 eine Einwohnerzahl von 12.744 ermittelt.
Der Ort erstreckt sich über eine Gesamtfläche von 10,2 km² und befindet sich 198 Meter über dem Meeresspiegel.
Winnetka liegt direkt am Michigansee, einer von den fünf Großen Seen.
Bürgermeister von Winnetka ist Christopher Rintz.

## Wissenswertes
- 671 Lincoln Avenue ist die offizielle Anschrift des Hauses, das Schauplatz des Filmes Kevin – Allein zu Haus war.
- In Kalifornien und in Texas existieren auch Orte mit dem Namen Winnetka.

## Persönlichkeiten

### Söhne und Töchter der Gemeinde
- George A. Paddock (1885–1964), Politiker
- Eliot Porter (1901–1990), Fotograf
- Fairfield Porter (1907–1975), Maler, Druckgrafiker und Schriftsteller
- Arnold Friberg (1913–2010), Illustrator und Maler
- Peter Bachrach (1918–2007), Politikwissenschaftler und Hochschullehrer
- Roger Fisher (1922–2012), Rechtswissenschaftler
- Rock Hudson (1925–1985), Schauspieler
- Peter Baldwin (1931–2017), Schauspieler und Fernsehregisseur
- Deborah Eisenberg (* 1945), Schriftstellerin
- John Byrum (* 1947), Regisseur und Drehbuchautor
- Paul Thomas (1947–2025), Pornodarsteller und -regisseur
- Adam Baldwin (* 1962), Schauspieler
- Kit Kyle (* 1965), Radrennfahrer
- Charlotte Ross (* 1968), Schauspielerin
- Robert Dold (* 1969), Politiker
- Chris O’Donnell (* 1970), Filmschauspieler
- Sarah Tueting (* 1976), Eishockeyspielerin
- John Moore (* 1990), Eishockeyspieler
- Chris Ritter (* 1990), Fußballspieler
- Peter Chatain (* 1999), Ruderer und Olympiateilnehmer

### Bekannte Bewohner
- Bruce Rauner (* 1956), Politiker und Geschäftsmann